# Indoartemon
Indoartemon is een geslacht van weekdieren uit de klasse van de Gastropoda (slakken).

## Soorten
- Indoartemon diodonta Inkhavilay & Panha, 2016
- Indoartemon eburneus (L. Pfeiffer, 1861)
- Indoartemon tridens (Möllendorff, 1898)